# Laurent Ciman
Laurent Ciman (Farciennes, 1985. augusztus 5. –) belga válogatott labdarúgó, edző.

## Sikerei, díjai
- Standard Liège
  - Belga kupag: 2010–11
- Toronto
  - Keleti főcsoport győztes: 2019